# Stephen Evans
Stephen Evans, född den 24 september 1962 i Sydney i Australien, är en australisk roddare.
Han tog OS-brons i åtta med styrman i samband med de olympiska roddtävlingarna 1984 i Los Angeles.